# Нуклеоплазма
Слично као што је ћелија испуњена цитоплазмом, једро је испуњено нуклеоплазмом (једарни сок). Нуклеоплазма је високо вискозна течност у којој се налазе хроматин, пре-рибозоми, једарце и „једарне органеле“. У њој се налазе и нуклеотиди, ензими и протеини нуклеарног матрикса.